# 고야나기 다쓰시
고야나기 다쓰시(일본어: 小柳 達司, 1990년 2월 7일 ~ )는 일본의 축구 선수이다.

## 구단 경력
그는 2012년부터 J리그의 더스파구사쓰 군마, 츠바이겐 가나자와,  방포레 고후, 블라우블리츠 아키타에서 뛰었다.